# Tanaostigma coursetiae
Tanaostigma coursetiae är en stekelart som beskrevs av Howard 1890. Tanaostigma coursetiae ingår i släktet Tanaostigma och familjen Tanaostigmatidae.
Artens utbredningsområde är:
- Costa Rica.
- Dominikanska republiken.
- Puerto Rico.

Inga underarter finns listade i Catalogue of Life.